# دوان كيش
دوان كيش (بالإنجليزية: Duane Gish)‏ ولد يوم 17 فبراير 1921، وتوفي 5 مارس 2013، كان أستاذا في جامعة كاليفورنيا ومختص في علم الكيمياء الحيوية، ومساعد رئيس معهد أبحاث الخلق في أمريكا، ولهُ أبحاث عديدة في موضوع الكيمياء الحيوية والكيمياء الطبية.
ودوان كيش هو باحث ومحاضر في مركز أبحاث الخلق والتطور، ومن أهم كتبهِ في الرد على كتاب أصل الأنواع هو كتاب ((سجل المتحجرات يتحدى نظرية التطور))، الذي نال شهرة واسعة في الأوساط العلمية ولقى قبولاً جيداً حتى وضعت نسخ مختصرة منهُ للمناهج الدراسية، وترجم إلى اللغة العربية من قبل الكاتب والمهندس أورخان محمد علي.

## كتاب: هل تعرضت لغسيل الدماغ؟

غلاف كتاب هل تعرضت إلى غسيل الدماغ؟

كتاب (هل تعرضت لغسيل الدماغ؟) هو أحد كتبه والذي ترجمه الأستاذ أورخان محمد علي، إلى اللغة العربية من ضمن مجموعة كتب باسم (سلسلة أبحاث في ضوء العلم الحديث)، ولقد نشرها كمجموعة أدلة وبراهين للرد على كتاب داروين ونقض نظرية التطور.
الكتاب يناقش أدلة النظرية ويدحضها واحدا تلو الآخر وحسب أسلوب علمي سلس، ويثبت بالبرهان العلمي والمنطقي إن نظرية التطور لداروين هي من العلوم الزائفة، وإن كثيرا من الاستنتاجات التطورية التي اعتمدت في النظرية هي من تصورات وقناعات مكتسبة وشخصية، وقد جاء في الكتاب إن الشخص الفاحص للمتحجرات يستطيع ان يستنتج منها المعلومات التي يريدها ويرغبها حسب ما يؤمن بهِ مسبقا من فرضيات، ولنقل بتعبير آخر فان المتحجرات شيء وتفسير المتحجرات شيء آخر.
ولقد أضاف المترجم فصولا للكتاب في الفصل الأخير شرح فيها عن الأسباب التي جعلت الأرض أفضل كوكب للعيش، وحالات التكاثر فيها منذ الآف السنين، والتي تدعو إلى التفكر باستحالة فرضية ونظرية التطور.
الكتاب طبع في 88 صفحة في مطبعة الزهراء في مدينة الموصل بطبعته الأولى ثم طبع عدة طبعات أخرى من عدة مطابع ومكتبات في بغداد لنفاد نسخه من السوق.

## روابط خارجية
- دوان كيش على موقع IMDb (الإنجليزية)